# Liste der Naturschutzgebiete im Rems-Murr-Kreis
Im Rems-Murr-Kreis gibt es 26 Naturschutzgebiete. Für die Ausweisung von Naturschutzgebieten ist das Regierungspräsidium Stuttgart zuständig. Nach der Schutzgebietsstatistik der Landesanstalt für Umwelt, Messungen und Naturschutz Baden-Württemberg (LUBW) stehen 846,94 Hektar der Kreisfläche unter Naturschutz, das sind 0,99 Prozent.